# Bồng An
Bồng An chữ Hán giản thể: 蓬安县, Hán Việt: Bồng An huyện) là một huyện thuộc địa cấp thị Nam Sung, tỉnh Tứ Xuyên, Cộng hòa Nhân dân Trung Hoa. Huyện này có diện tích 1334 km2, dân số năm 2002 là 680.000 người. Huyện này được chia thành các đơn vị hành chính gồm 1 nhai đạo (Tương Như), 15 trấn (Chu Khẩu, Cẩm Bình, Kim Khê, Từ Gia, Cự Long, Hà Thư, Hưng Vượng, La Gia, Lợi Khê, Chính Nguyên, Long Vân, Long Tằm, Dương Gia, Phúc Đức, Ngân Hán; 31 hương.